# 2040
El 2040 (MMXL) serà un any de traspàs que començarà un diumenge en el calendari gregorià, serà el 2040è any de l'era comuna i de l'Anno Domini (després de Crist), el quarantè any del Mil·lenni III i del segle xxi i el primer any de la dècada de 2040.

## Esdeveniments previstos
- 11 de maig - Eclipsi solar parcial.
- 8 de setembre - Sizígia, alineament entre Mercuri, Venus, Mart, Júpiter, Saturn i la Lluna creixent.[1]
- 4 de novembre - Eclipsi solar parcial.

### Data no especificada
- El consum global energètica s'haurà incrementat un 56% des del 2010, de 524 quatrilions d'unitats termals britàniques (Btu) fins a 820 quatrimilions de Btu.[2]
- Japó - Haurà donat de baixa l'última de les seves plantes nuclears.
- L'Antàrtida - El tractat de l'Antàrtida s'haurà de tornar a revisar.
- La Força Militar Aèria dels Estats Units començarà a deixar d'utilitzar, parcialnet, part dels seus Boeings B-52, que ja compliran 85 anys de combat.
- Les bases espacials basades en energia especial seran viables a nivell comercial.[3]
- La NASA preveu que durant aquest any, llançar humans a l'espai només costarà desenes de dòlars per quilo.[4]
- Data prevista de la culminació de la Xarxa transeuropea de transport (TEN-T), un corredor ferroviari entre Alemanya i Itàlia meridional.[5]
- Amsterdam ha de ser lliure de combustibles fòssils i el transport ha de funcionar amb energies renovables.[6]
- El Corredor Ferroviari d'Alta Velocitat del Nord-est dels Estats Units, entre Boston i Washington DC estarà completada.[7][8]
- La mesura del nombre de grans de pol·len per metre cúbic d'aire serà el doble que a principis del segle xxi degut al canvi climàtic.[9]

## Naixements
Països Catalans
Resta del món

## Necrològiques
Països Catalans
Resta del món

## 2040 en la ficció especulativa
- Durant aquest any té lloc les sèries d'anime Macross Plus, Cybuster i Bubblegum Crisis Tokyo 2040.
- Aquest any, l'univers de la sèrie de televisió Star Treck: La nova generació esdevindrà obsoleta.[10]
- La història curta Short Trips: 2040 de la sèrie de televisió del Doctor Who succeeix aquest any.
- Les aventures de la sèrie de còmics i de televisió Phantom 2040 succeeixen aquest any.
- La pel·lícula d'Edward de Bono, 2040: Possibilities by Edward de Bono presenta com podria ser la vida el 2040.
- A la sèrie de còmic Justice League Unlimited, l'episodi The Once and Future Thing Pt. 2 Time Warper té lloc en un any 2040 alternatiu en el que Batman Beyond, Warhawk, Static i Bruce Wayne són els únics membre que continuen a la Lliga de Justícia (2005).
- A la telesèrie d'animació Static Shok, l'episodi Future Shok passa sobretot en aquest any. En aquest episodi, Static és transportat al futur, a on es troba amb Batman per salvar l'antic Static dels Kobras (2004).